# 祭祀
祭祀，（對應英语：sacrifice(祭)、ritual(祀)），演變自中國古代“牺牲”儀式，是指以線香、酒水、肉類、蔬果、布帛和玉（傳統儒教祭祀）等供品向神靈、聖徒或者亡魂奉獻、祈禱的一種行為。现代祭祀一般没有供奉活物、烧化祭等有一定原始崇拜性质的仪式。
作为文化融合的一部分，儒家文化中的祭祀除了宗教層面外，也有紀念的意義。通常是紀念死去的先祖，但儒家也认为，凡是有利于人類生存和发展的人或物，都可以列入祭祀对象。東亞的天主教徒、佛教徒和无宗教信仰者受儒家文化影響，有時也会进行一定的祭祀活动，典型一例即是17-18世纪天主教传教士因祭祀礼仪问题导致的中国礼仪之争。在第二次梵蒂冈大公会议（1962-1965）上，祭祖祭孔被正式认可，成为天主教教义的一部分，但现代基督徒，特别是基督新教信徒，已不再祭祖或祭孔。

## 内容
祭或祭祀，从内容上包括场地、仪式、祭文（祝禱詞）、祭品等内容：
- 仪式，有祭礼、祭典；
- 节日，有祭典、祭日、庙会；
- 对象，祭亡灵、祭天地、祭神灵（神和世界万物），有祭祖、祭烈士、祭死难者；
- 手段，有活祭、牲祭，包括活人祭；
- 祭品，祭祀用品包括活人、动物和其他祭品；
- 根据仪式大小分类，有官方祭典(公祭)、民间祭祀活动包括家祭，有祭饭（祭席）、祭食；
- 设施和用具，有祭祀建筑、祭祀用具、祭品。

## 與犧牲的關聯
許多祭祀仪式會涉及犧牲。依據犧牲種類不同，主要可分為動物祭（英语：animal sacrifice）和人祭（英语：human sacrifice，強調其謀殺性質時稱為ritual murder），依據祭品是否死亡以及死亡方式，可分為一般性祭品、自杀祭（英语：ritual suicide）、儀式性自殘以及活祭（生祭）。
現代亞洲漢字文化圈只有動物祭。

## 祭神与祭祖在仪式上的区别
虽然同为祭祀，但是祭祀神靈与祭祀祖先，在仪式上并不相同。以浙江省岱山县的民俗为例，祭祀神靈（如年神）时祭桌为东西朝向（即桌缝东西向），而祭祖时南北向；祭祖时祭桌上摆设较固定，朝南或朝大门方向的上香，其它三面各摆四筷四酒四饭，上3*4共十二碗菜以上，而祭神时，通常是香烛南向，北向并排由桌沿（北）向南摆放6茶6酒。

## 漢字文化圈祭祀

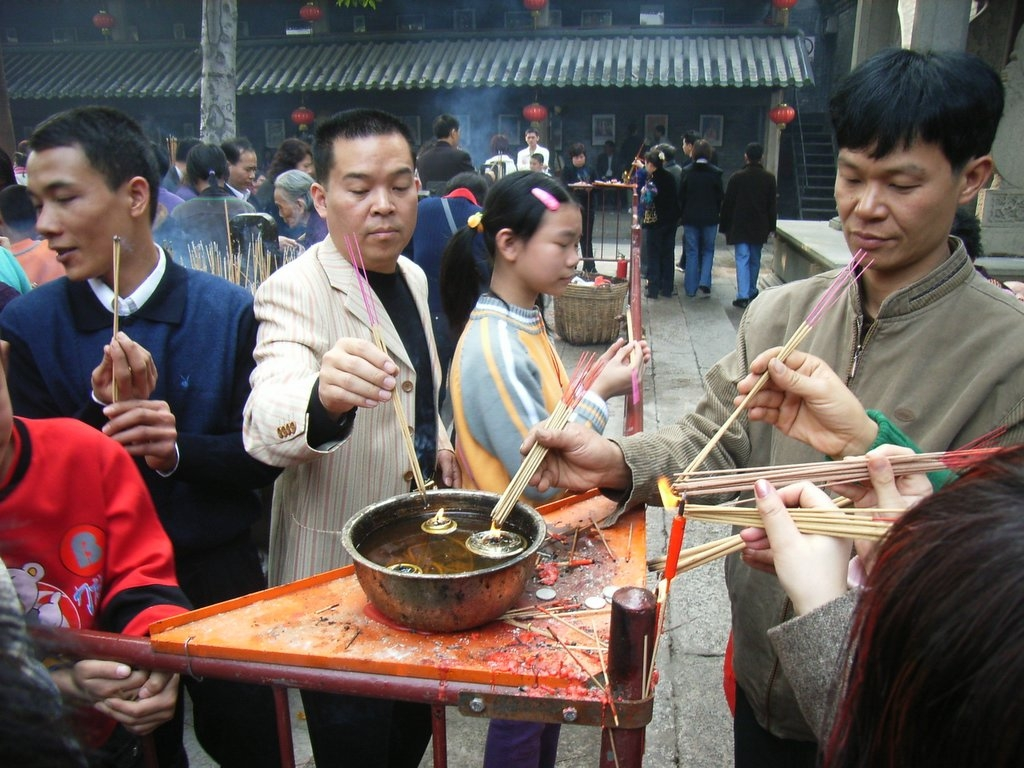
祭祀點香

漢族的祭祀文化歷史悠久，而多個與漢族關係密切的民族也繼承漢族的祭祀文化。

### 古中國
在商、周時代，貴族有一套非常複雜且等級森嚴的祭祀制度，壟斷與神靈溝通的權力。只有王才有權力與資源召集宗室、鑄造禮器，所以祭祀也可以被用來展示王統治的合法性。張光直在他的著作《美術、神話與祭祀》中認為，古代中國統治階級的政治權威正是演變自祭祀。儀式發展成維繫社會運作的法律，舉辦祭祀的祠堂同時也是處理政事、調解和審判的殿堂。即使後來封建制度瓦解，新的統治者---皇帝依然會舉行祭祀。
商代祭祀的對象有自然萬物和王室的祖先。部分学者认为商代原始多神教信仰中并不存在真正意义上的至高神的概念，而是以萬物崇拜为主，“上帝”、“天”在卜辞中只是“不为尧存，不为桀亡”的自然规律而不直接干预人间事务，故而殷人只祭祀祖先神和自然神，对最高神“帝”是只贞问而不祭祀的态度。與其他農業文明不同，商代也很少祭祀太陽或月亮，而更重視河神，會將祭品丟入河中淹死或埋在河岸。至於祖先崇拜，王室相信祖先能夠影響天氣、戰爭結果和作物收成，進而威脅國家存亡，所以會祭祀祖先、在豐收或打勝仗時舉行感恩祭。假如王室成員關係不合、不遵守儀式規範、觸犯禁忌或社會腐敗時，可能會觸怒祖先而導致天災人禍，王室成員生病也會被視為祖先的懲罰。王室還相信王朝的創立者商湯死後會繼續關注國家，所以商湯經常成為祭祀的焦點。祭祀是商王的主要職責（商王可能掌控了一群專業的祭司，或者他自己就是一名薩滿），因此商王會舉辦狩獵以取得祭祀所需要的資源，并把祭祀和战争都看作是最重要的事务之一，东周的刘康公则说“国之大事，在祀与戎”，这是周人对商人观念的继承，也是整个先秦社会的常态。祭祀在某種程度上帶動了華夏文明早期的生產活動，商代許多文明成就都與祭祀有關，如甲骨文、禮器等。
周朝的祭祀規格由高而低為太牢、少牢、特牲、特豕、特豚、魚、臘、豆等。太牢禮原本只有天子可以使用，但自從漢高祖以太牢之禮祭孔子之後，現代的祭孔大典也會使用太牢禮。在祭祀上，从周武王开始设立了专门的籍田以祭祀“天帝”，并用栗木建造土地神的神位来“使民战栗”。这些均为周代神道设教的重要体现，宗教由最初的原始性转变成专门为王权服务的工具，也为后世所效仿例如天子所专享的祭天、祭祀泰山等。
儒家把西周以来的“天”、“天命”视为至上的一元崇拜，墨家的宗教信仰则更接近于西周之前的多神教下“天”、“地祇（自然神）”和“人鬼（祖先神）”并重的局面。而从原始社会后期到商周时期的祭祀中有时会使用人牲，通常以战俘为主，到了春秋戰國时期，随着社会思潮变化，諸子百家幾乎都批评当时的人祭现象。儒家主张恢复周朝的祭祀制度（但不恢复人祭），在儒家經典（如禮記）中有詳細的研究與記載，但目的由安撫鬼神轉化為教化人民與維護社會秩序。继承了殷商政治宗教观念的墨家也重视对鬼神的祭祀（也不恢复人祭），例如墨子主张“御乎祭祀，以致孝于亲”、“人之鬼、非人也。兄之鬼、兄也。祭人之鬼、非祭人也。祭兄之鬼、乃祭兄也。”，但墨家为了避免浪費社會資源因而主张节约祭品和节葬。

### 近現代
中華人民共和國在文革之後，長期處於祭祀的真空期，至1990年代初才慢慢恢復部分祭祀活動，近年來，很多祭禮又重新恢復，不過在城市生活的人普遍不會主動參加祭祀活動。而臺灣則保持了長期的祭祀傳統，也保留了一套較為完整的祭禮，如媽祖、觀音媽、關公、王爺公、祖師公、上帝公、土地公、太子爺、國姓爺等佛、道教神靈都依照時令節慶祭拜，也有大成至聖先師的祭祀。
東亞各地至今仍保留大量的傳統祭祀。日本本土、日本琉球、韓國、臺澎金馬和越南等等、等除了從中國傳入的中國節日祭祀外，也在當地發展出不少本土文化的祭祀儀式。

## 相關
- 民間信仰
- 參拜
- 供品
- 祭祀公業
- 节日
- 祭 (日本)

## 外部連結
- 拜拜小百科